# Jászapáti
Jászapáti – miasto na Węgrzech, w komitacie Jász-Nagykun-Szolnok, w powiecie Jászberény.